# Holu
Holu és una llengua bantu que es parla a Angola i la República Democràtica del Congo. Hi ha 28.212 holuparlants als dos estats.

## Família lingüística
L'ethnologue la considera com una llengua bantu del grup L, considerant-la una llengua pende juntament amb el samba, el kwese i el phende.
Segons el glottolog, és considerada com una llengua mbala-holu-sondi (K.10), de les llengües bantus centre-occidentals juntament amb el mbangala, el kwese, el phende, el mbala i el sonde.

## Holu a Angola
A Angola hi ha 23.117 holuparlants, a la zona del riu Kwango. El dialecte Yeci, que es parla a Angola, podria ser una llengua diferent. Hi ha porcions de la bíblia escrites en holu (anys 1943 i 1956).

## Holu a la República Democràtica del Congo
Hi ha 5.095 parlants de holu a l'extrem sud-oest de la província de Bandundu.

## Dialectes
Hi ha dos dialectes, el Holu i el Yeci. Aquest podria ser una llengua separada. El Holu és una llengua propera al Samba (llengua).